# Самма
Самма, Самма-аль-Хнейдат (англ. Samma, араб. صما) — поселення в Сирії, що складає невеличку християнсько-друзьку общину в нохії Аль-Мазраа, яка входить до складу однойменної мінтаки Ес-Сувейда в південній сирійській мухафазі Ес-Сувейда.